# Polypterus
Genre
Classification phylogénétique
- Ostéichthyens
  - Actinoptérygiens
    - Cladistiens
    - Actinoptères
      - Chondrostéens
      - Néoptérygiens

  - Sarcoptérygiens

Le genre Polypterus, uniquement africain, regroupe plusieurs espèces de poissons d'eau douce de la famille des Polypteridae (ordre des Polypteriformes) et dont l'espèce-type est Polypterus bichir.

## Étymologie
Polypterus signifie en grec « plusieurs nageoires », nom donné en rapport avec l'aspect dentelé de la nageoire dorsale.

## Particularité
Comme l'ensemble des Polypteriformes, ces poissons possèdent à la fois des ouïes et des poumons.

## Liste des espèces
Selon FishBase (29 janv. 2016) :
- Polypterus ansorgii Boulenger, 1910
- Polypterus bichir Lacepède, 1803
- Polypterus congicus Boulenger, 1898
- Polypterus delhezi Boulenger, 1899
- Polypterus endlicherii Heckel, 1847
- Polypterus mokelembembe Schliewen & Schäfer, 2006
- Polypterus ornatipinnis Boulenger, 1902 - Bichir
- Polypterus palmas Ayres, 1850
- Polypterus polli Gosse, 1988
- Polypterus retropinnis Vaillant, 1899
- Polypterus senegalus Cuvier, 1829
- Polypterus teugelsi Britz, 2004
- Polypterus weeksii Boulenger, 1898

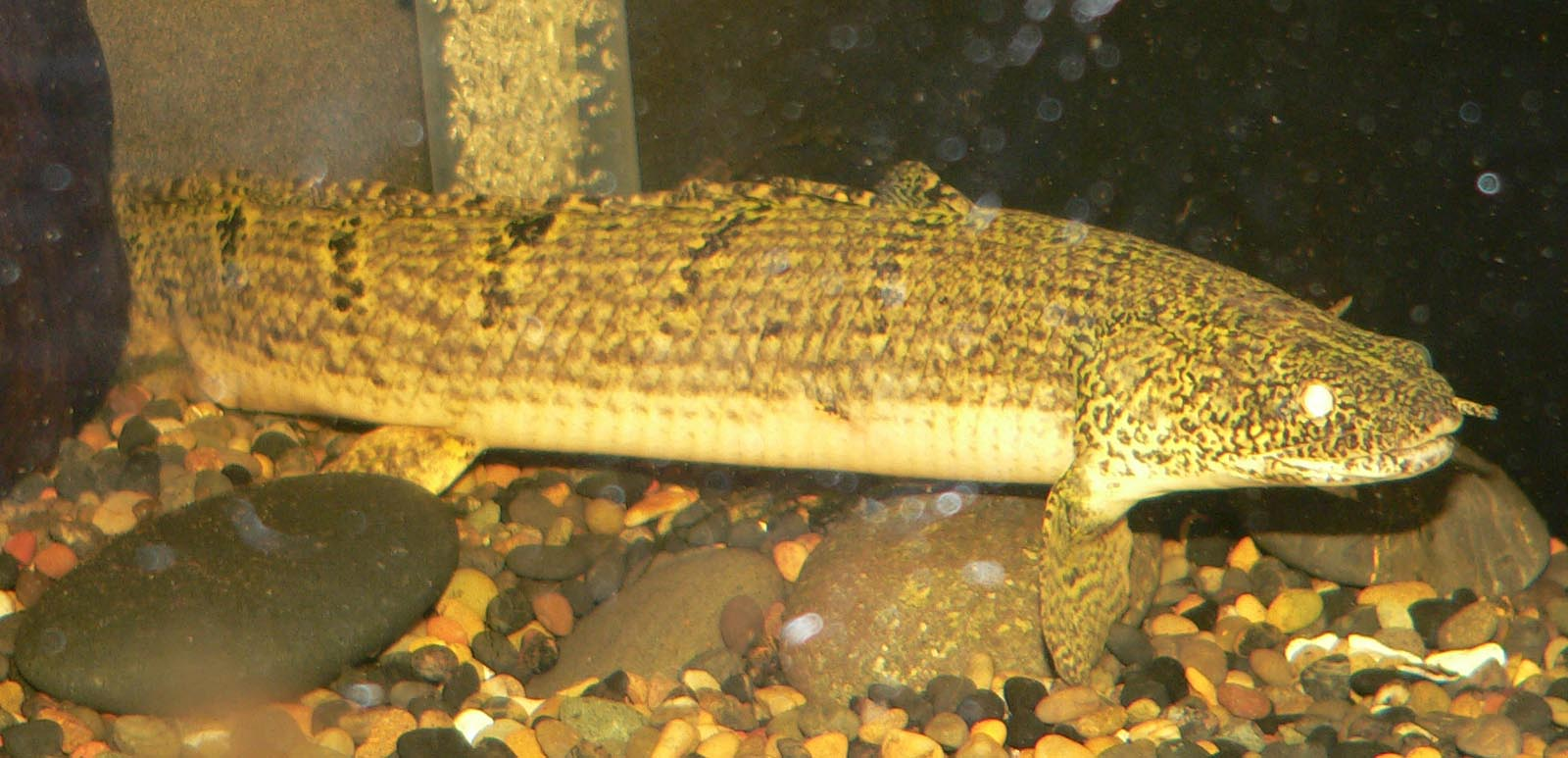
Polypterus weeksii
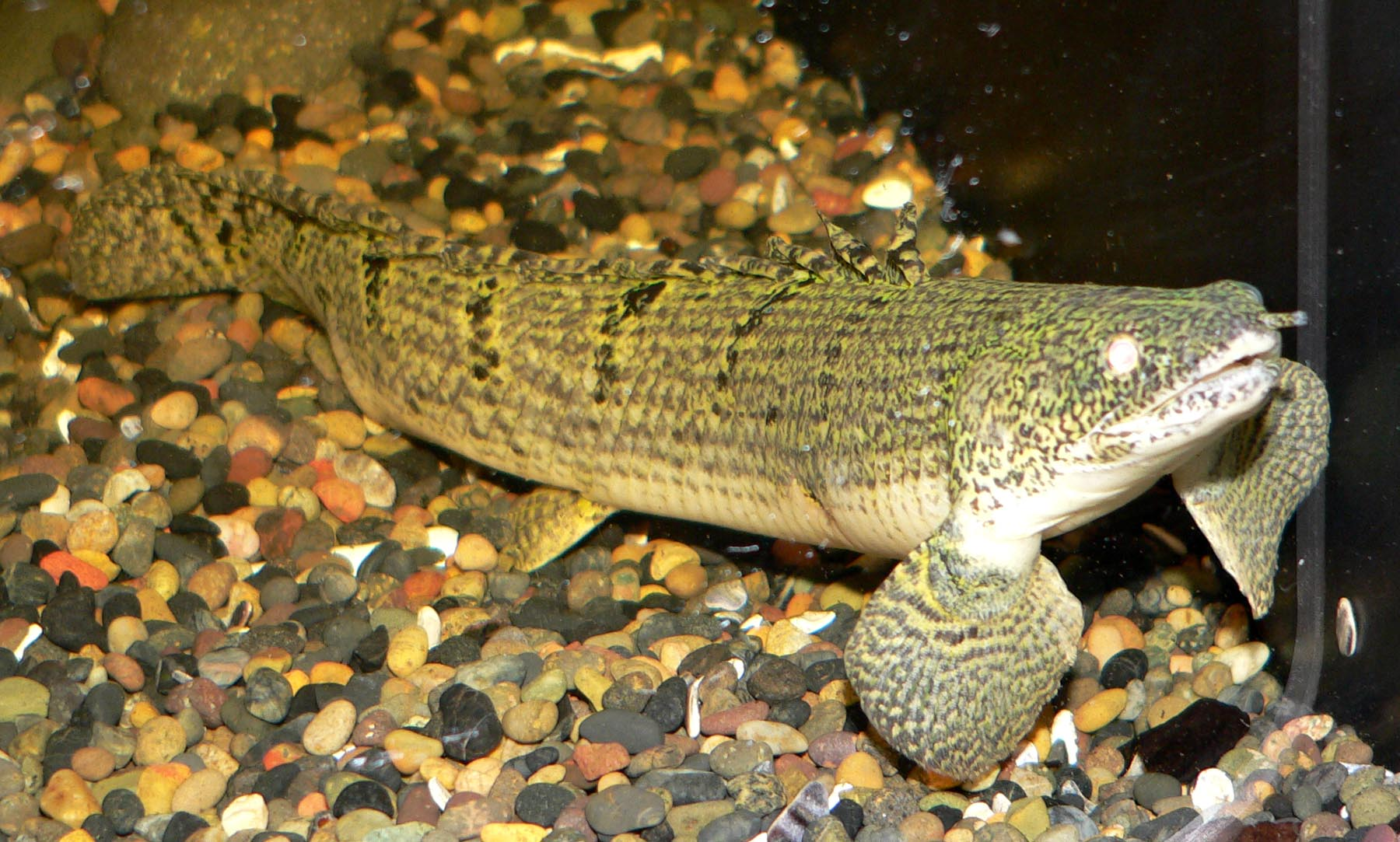
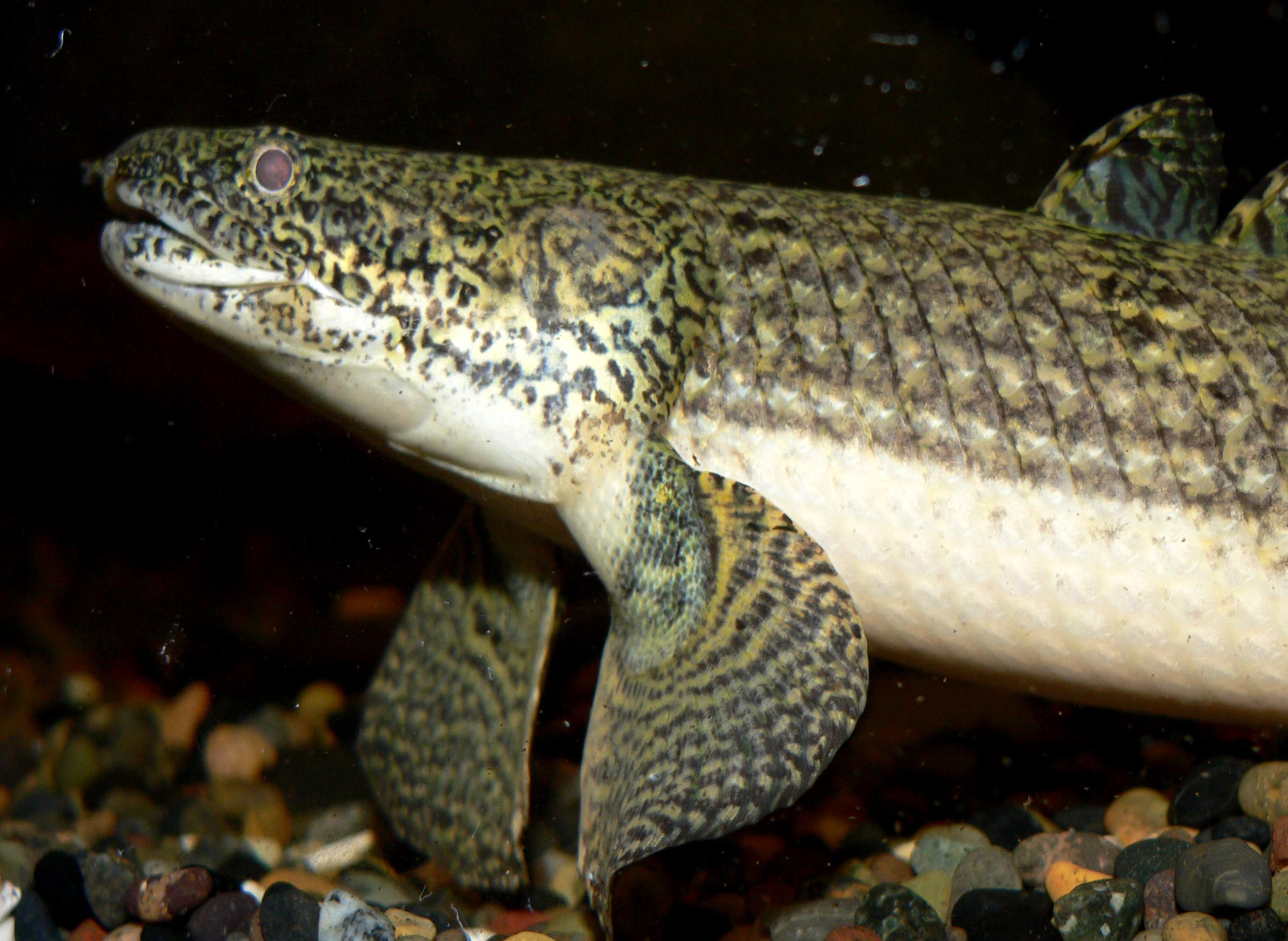
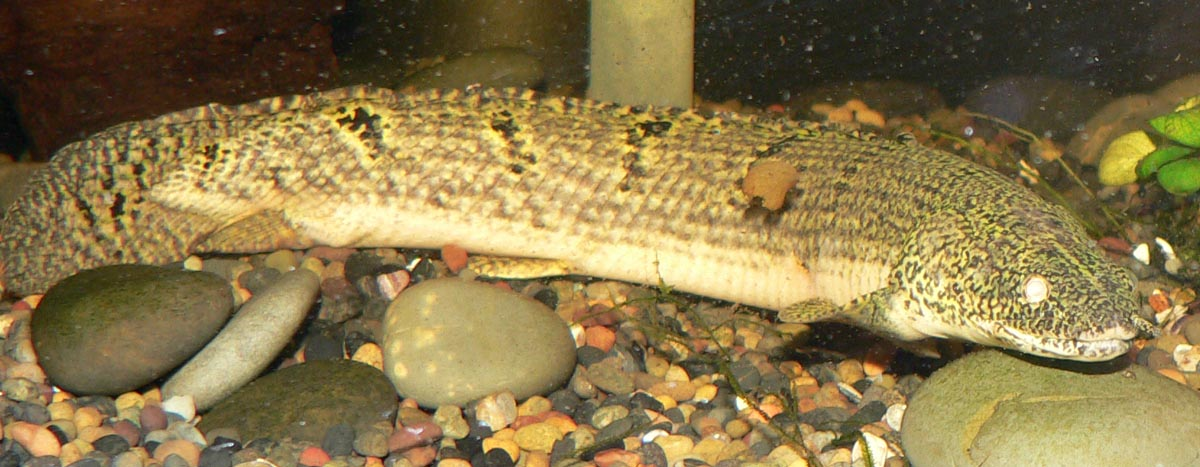